# 座喜味大河
座喜味 大河（ざきみ たいが、1975年1月23日 - ）は、大阪府出身の元社会人野球選手（内野手）、指導者。三菱自動車岡崎元監督。当時の背番号は55。

## 来歴・人物
比叡山高から、甲南大学に進学。大学時代は、全日本大学野球選手権への出場経験を有し、阪神大学野球連盟の通算最多安打（117本）及び通算最多盗塁（85個）の記録を持っている（2008年秋季リーグ終了時現在まだ破られていない）。
大学卒業後、社会人野球の三菱自動車岡崎に入団。当時の堀井哲也監督の指導の下、北村宏大らと内野の要としてチームを引っ張った。
2004年、親会社の不祥事に伴って三菱自動車岡崎の野球部がシーズン途中で活動停止となり、堀井監督や13人の選手が移籍するなどチームの存続が危ぶまれる中、翌2005年シーズンの活動再開時には主将に就任。手薄なチーム戦力をうまくまとめ上げ、戦力面でのハンデを乗り越えて第76回都市対抗野球出場へ導いた。
2007年からは選手兼任コーチとしてプレー。2010年に監督に就任し、指導者に専念。監督は2014年まで務めた。

## 主な表彰・タイトル
- 第79回都市対抗野球久慈賞（2008年。王子製紙の補強選手として受賞）